# تپه شغال‌تپه شرقی
تپه شغال‌تپه شرقی مربوط به دوران‌های تاریخی پس از اسلام است و در شهرستان علی‌آباد کتول، بخش مرکزی، روستای شغال تپه واقع شده و این اثر در تاریخ ۱۰ خرداد ۱۳۸۲ با شمارهٔ ثبت ۸۸۲۲ به‌عنوان یکی از آثار ملی ایران به ثبت رسیده است.